# دير كرو (رواية)
دير كرو (بالإنجليزية: The Abbess of Crewe)‏ هي رواية للكاتبة الإسكتلندية موريل سبارك، نشرت عام 1974، لأول مرة عن دار نشر ماكميلان.